# Boule de Noël

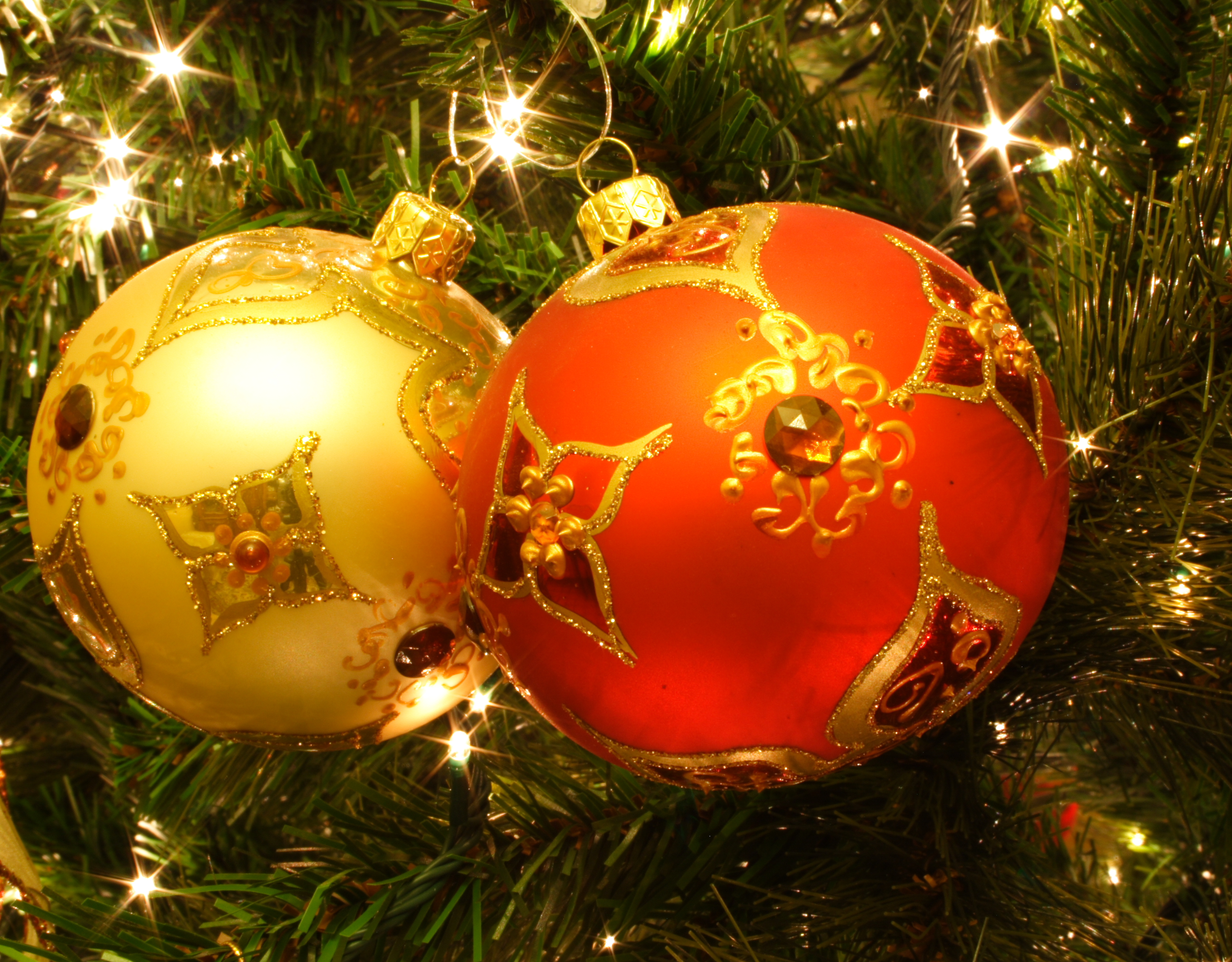
Boules de Noël.

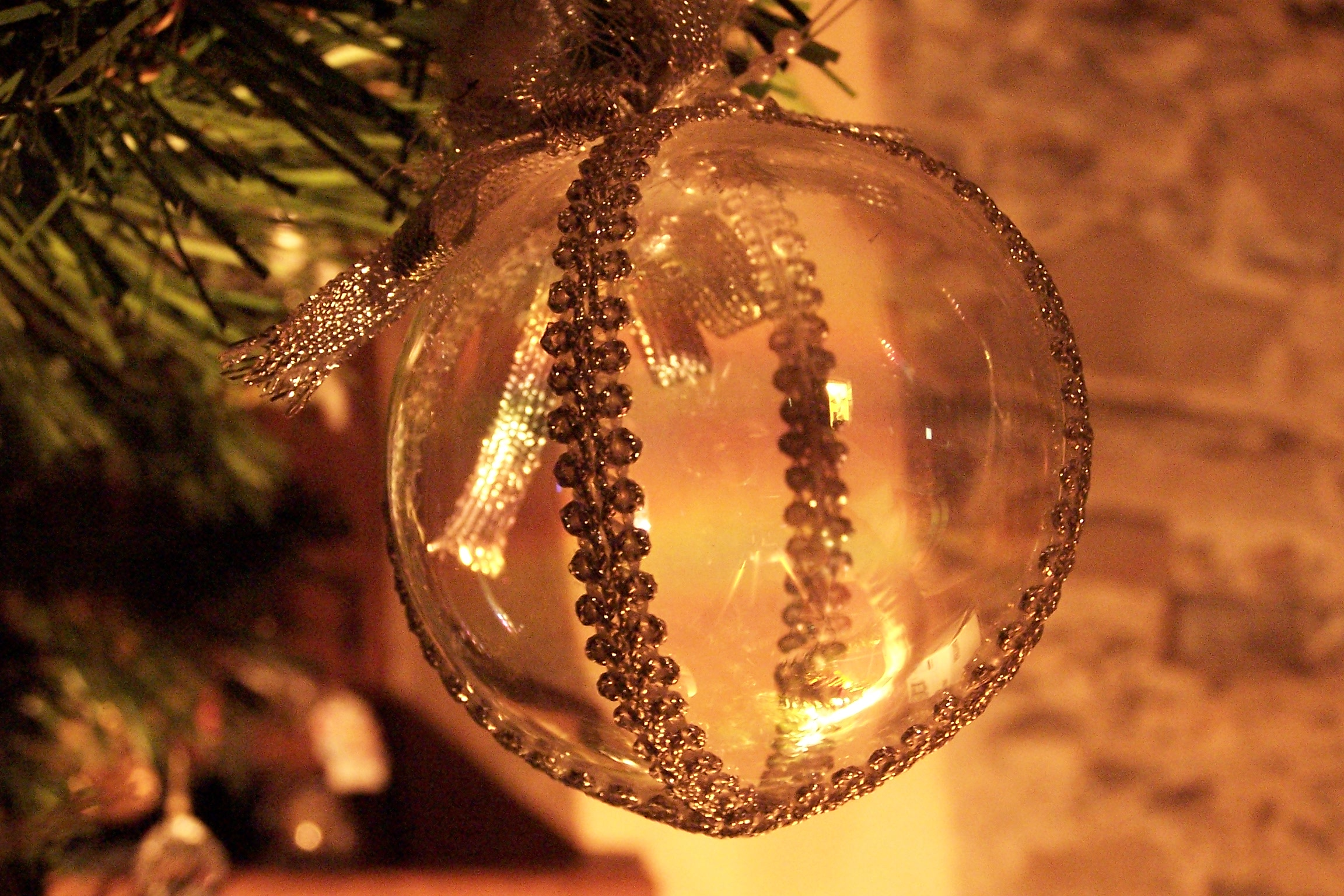
Une boule de Noël en verre transparent.

La boule de Noël est une décoration de Noël traditionnellement en forme de boule, mais pouvant adopter des formes très diverses, que l'on accroche aux branches des sapins installés à l'occasion de Noël à l'aide d'un fil, d'une corde ou d'un crochet.

## Histoire
En 1521, la première mention écrite d'un sapin de Noël est inscrite sur un registre municipal de la ville de Sélestat, en Alsace[réf. nécessaire]. Dès le XVIe siècle, des sapins de Noël sont décorés en Allemagne avec des fleurs et des fruits, notamment des pommes[réf. souhaitée].
L'ancêtre de la boule de Noël apparaît au XIXe siècle : une boule de verre soufflé décorative, appelée Kugel, habituellement utilisée pour « repérer les mauvais esprits », s'affine et rejoint les autres décorations en général accrochées aux sapins dans les années 1830. À cette époque, pour leur donner un aspect brillant et un reflet uniforme, ces anciennes boules de Noël sont réalisées en verre mercuré, un verre soufflé recouvert à l'intérieur de nitrate d'argent ou de mercure. Dès 1847, une soufflerie de verre à Lauscha amorce la production de boules de Noël en verre soufflé, puis de manière répétable et à la chaîne à partir de 1867, grâce à l'utilisation d'une soufflerie utilisant le gaz,.

### France

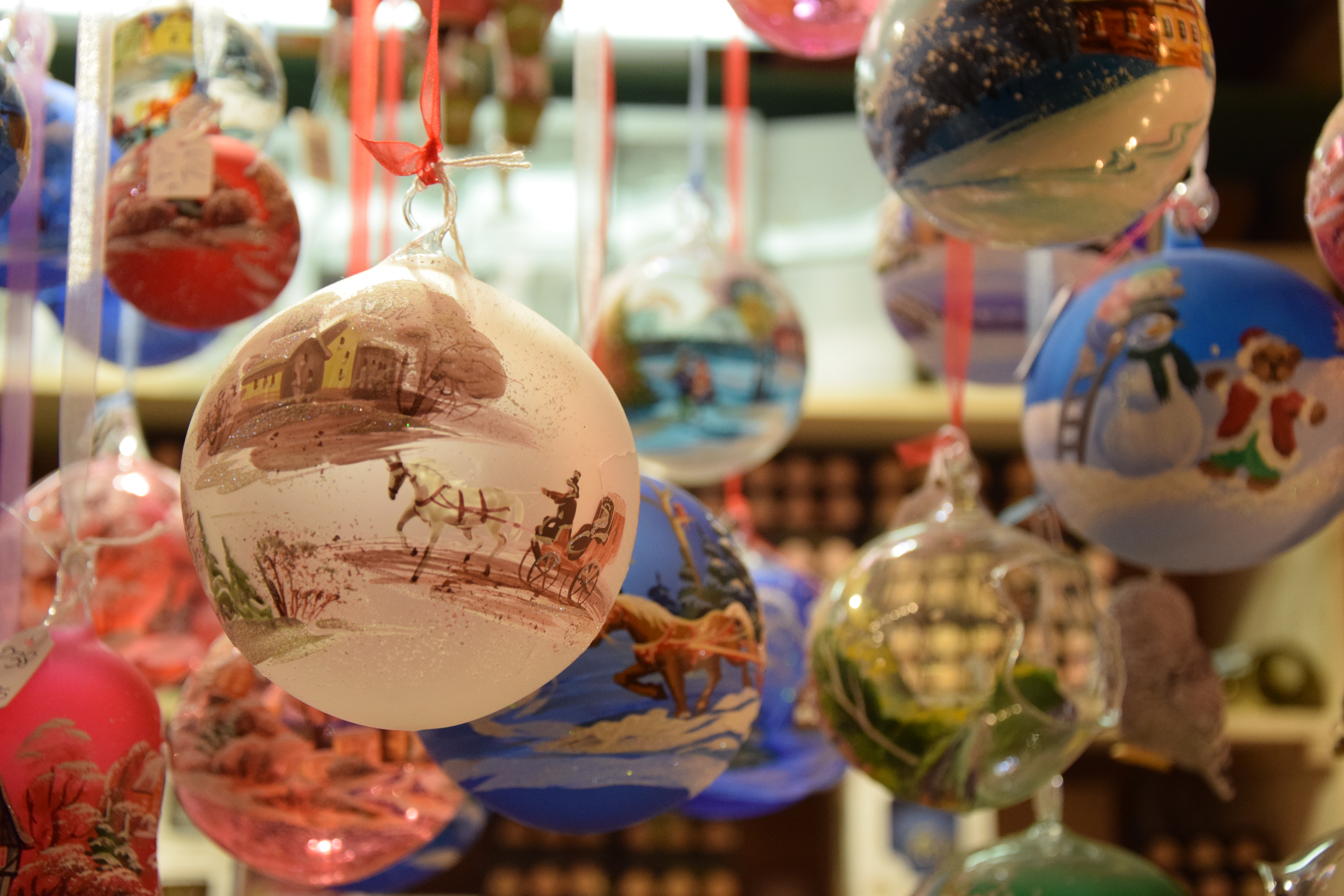
Boules de Noël peintes sur le marché de noël de Colmar.

Selon la tradition, onze ans plus tard, en 1858, une grande sécheresse priva les Vosges du Nord et la Moselle de pommes et de fruits en général, privant les sapins de Noël de ces décorations. Un artisan verrier de Goetzenbruck, en Moselle, fabriquera à son tour des boules en verre.
Les boules de Noël en verre commenceront à se répandre en France grâce à l'usine Vergo (« ver » de verrerie et « go » de Goetzenbruck), qui commença à les produire en grand nombre à la fin du XIXe siècle. Sa production passera de 80 000 unités dans les années 1930, à 200 000 en 1950. En 1964, Vergo arrête de souffler des boules de Noël car les usines de production automatisée permettent de produire des boules beaucoup moins chères ; l'entreprise déposera le bilan en 1981. Mais la Pologne continue à manufacturer des boules de Noël décorées à la main très recherchées, elle les exporte vers les États-Unis, le Canada, les pays scandinaves, le Royaume-Uni, le Japon… Les émigrés polonais qui sont arrivés dans le nord de la France dans les années 1920, et qui venaient pour un bon nombre de Westphalie, ont aussi contribué à faire connaître ces objets de décoration appelés en allemand : Christbaumkugel.

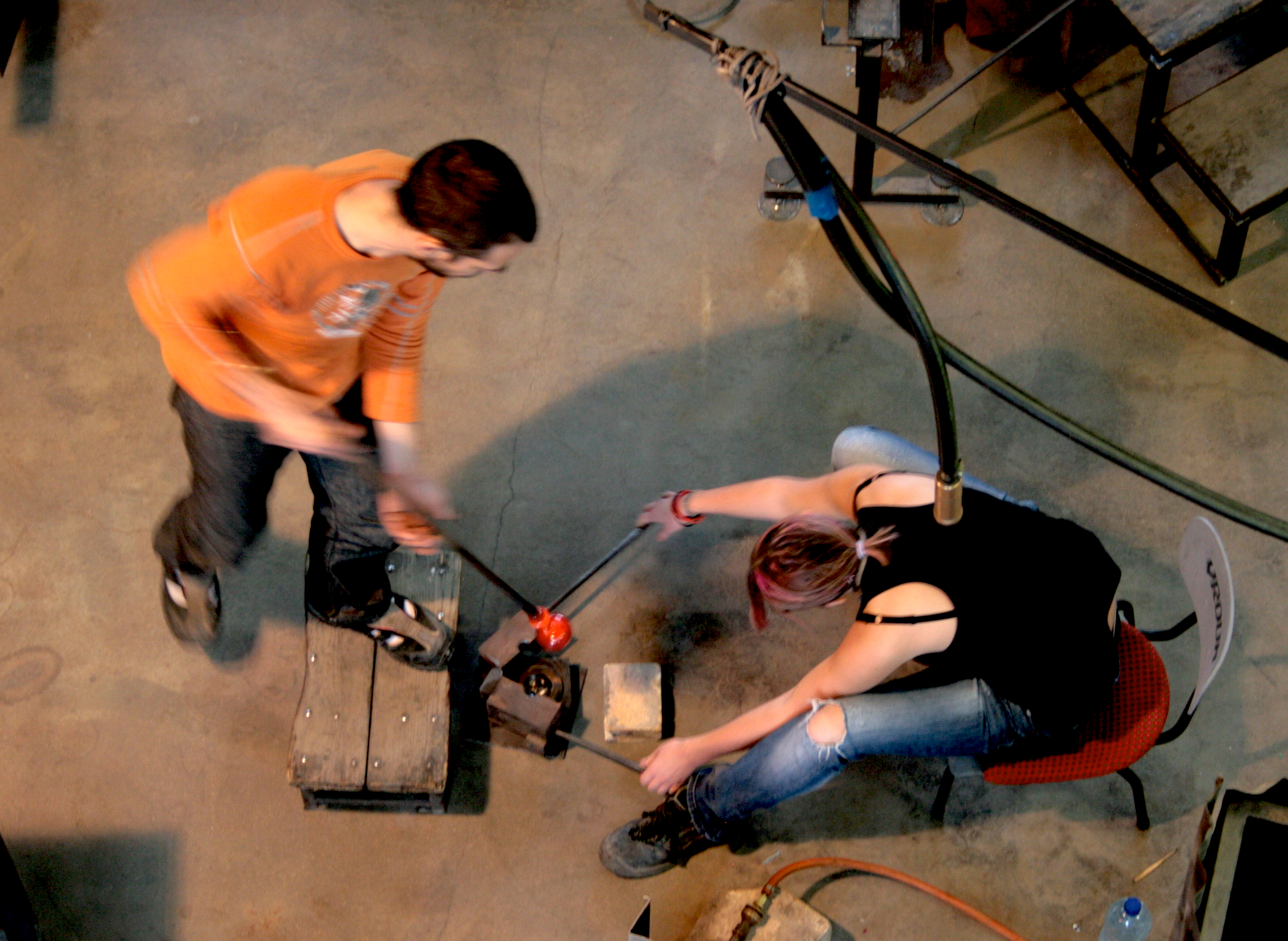
La fabrication de boules de Noël traditionnelles à Meisenthal.

Forte de cette tradition verrière, la création du Centre international d'art verrier en 1992 dans l'ancienne verrerie de Meisenthal, afin d'assurer la formation et la transition du soufflage. Dès 1998, la production artisanale de boules de Noël est relancée au centre et perpétue cette ancienne tradition du massif des Vosges du Nord et de la Lorraine.

## Autres matières

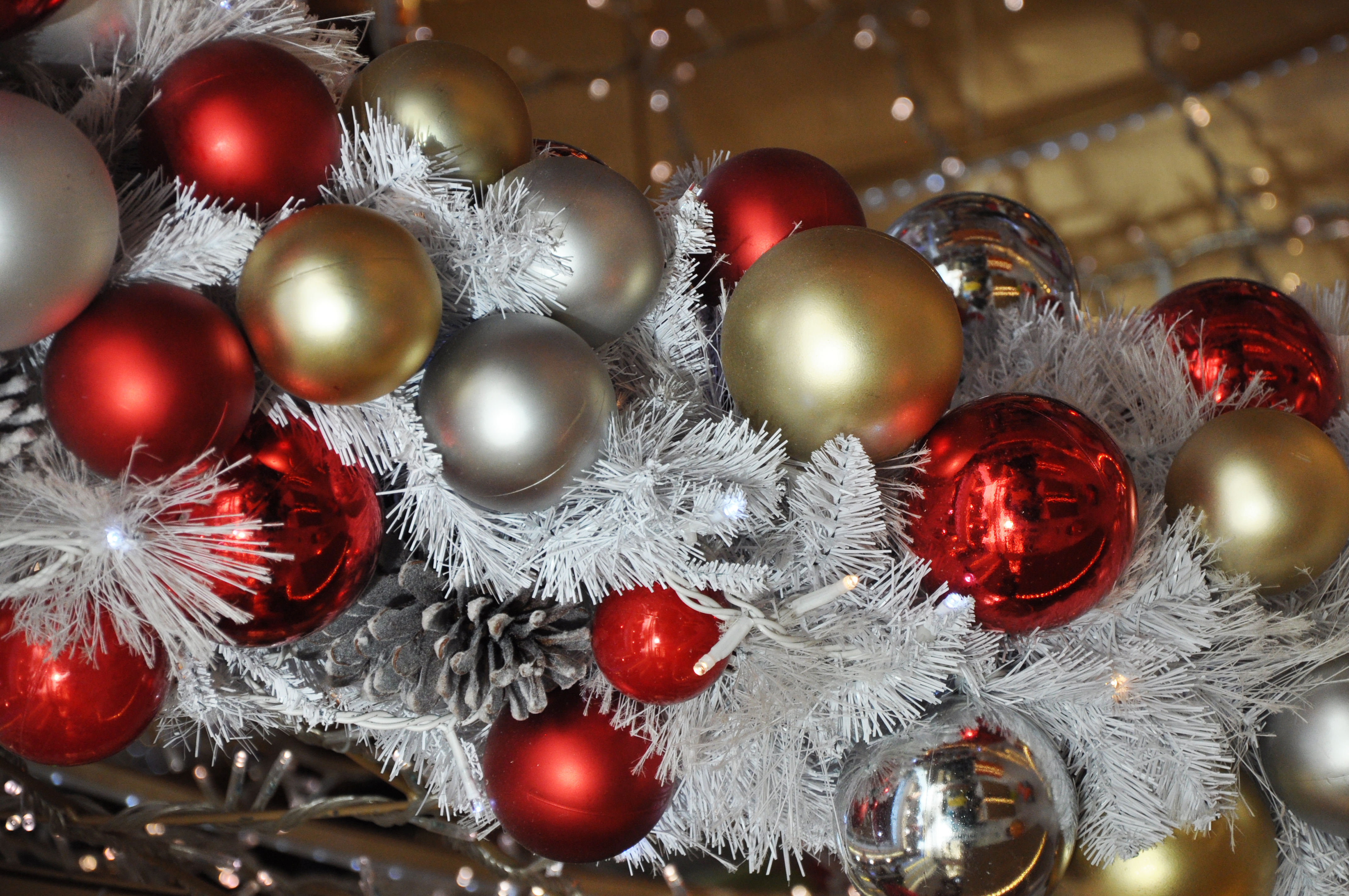
Guirlande de boules de Noël.

On trouve également des boules de Noël en plastique, en bois, en papier mâché, en polystyrène ou encore en sequins. De nouvelles boules plutôt high tech font leur apparition sur le marché. Aujourd'hui, on trouve de nombreuses boules avec des Led, nécessitant en contrepartie des piles ou des batteries. Plus récemment, des boules de Noël fonctionnant par induction se développent. L'apport d'énergie fournie à la boule est transmis par un cercle d'induction placé autour du tronc du sapin, les piles et les batteries sont dès lors obsolètes et les boules sont commandées par Wi-Fi directement sur un smartphone.